# Regierung Rudd I
Die Regierung Rudd I regierte Australien vom 3. Dezember 2007 bis zum 24. Juni 2010. Es handelte sich um eine Regierung der Labor Party.
John Howard war seit dem 11. März 1996 Premierminister einer Koalition von Liberal Party und National Party. Die Parlamentswahl am 24. November 2007 endete mit einem klaren Sieg der Labor Party, die 83 der 150 Sitze im Repräsentantenhaus errang. Premierminister Howard verlor seinen Parlamentssitz. Im Senat gewann Labor 4 Mandate dazu, erreichte aber mit 32 von 76 Senatoren keine Mehrheit. Es folgte eine Laborregierung unter Premierminister Kevin Rudd. Nach einem Rückgang der Popularität Rudds in den Meinungsumfragen, forderte ihn seine Stellvertreterin Julia Gillard heraus und wurde am 24. Juni 2010 von der Laborfraktion zur neuen Premierministerin gewählt.

## Ministerliste
| Kabinett | Kabinett          | Kabinett                             | Kabinett |  |
| Amt | Minister          | Amtszeit                             | Bild     |  |
| --- | ----------------- | ------------------------------------ | -------- |  |
| Premierminister | Kevin Rudd        | 3. Dezember 2007 – 24. Juni 2010     |          |  |
| Kabinettssekretär | John Faulkner     | 3. Dezember 2007 – 9. Juni 2009      |          |  |
| Kabinettssekretär | Joe Ludwig        | 9. Juni 2009 – 24. Juni 2010         |          |  |
| stellvertretende Premierministerin                                                                                     | Julia Gillard     | 3. Dezember 2007 – 24. Juni 2010     |          |  |
| Bildungsministerin | Julia Gillard     | 3. Dezember 2007 – 24. Juni 2010     |          |  |
| Ministerin für Arbeit und Beziehungen am Arbeitsplatz                                                                  | Julia Gillard     | 3. Dezember 2007 – 24. Juni 2010     |          |  |
| Ministerin für soziale Integration                                                                                     | Julia Gillard     | 3. Dezember 2007 – 24. Juni 2010     |          |  |
| Schatzminister | Wayne Swan        | 3. Dezember 2007 – 24. Juni 2010     |          |  |
| Minister für Einwanderung und Staatsangehörigkeit                                                                      | Chris Evans       | 3. Dezember 2007 – 24. Juni 2010     |          |  |
| Special Minister of State                                                                                              | John Faulkner     | 3. Dezember 2007 – 9. Juni 2009      |          |  |
| Special Minister of State                                                                                              | Joe Ludwig        | 9. Juni 2009 – 24. Juni 2010         |          |  |
| Minister für Finanzen und Deregulierung                                                                                | Lindsay Tanner    | 3. Dezember 2007 – 24. Juni 2010     |          |  |
| Vizepräsident des Executive Council                                                                                    | John Faulkner     | 3. Dezember 2007 – 24. Juni 2010     |          |  |
| Handelsminister | Simon Crean       | 3. Dezember 2007 – 24. Juni 2010     |          |  |
| Außenminister | Stephen Smith     | 3. Dezember 2007 – 24. Juni 2010     |          |  |
| Verteidigungsminister                                                                                                  | Joel Fitzgibbon   | 3. Dezember 2007 – 9. Juni 2009      |          |  |
| Verteidigungsminister                                                                                                  | John Faulkner     | 9. Juni 2009 – 24. Juni 2010         |          |  |
| Ministerin für Gesundheit und Senioren                                                                                 | Nicola Roxon      | 3. Dezember 2007 – 24. Juni 2010     |          |  |
| Ministerin für Familien, Wohnraum, Community Services und Ureinwohner                                                  | Jenny Macklin     | 3. Dezember 2007 – 24. Juni 2010     |          |  |
| Minister für Infrastruktur, Verkehr, regionale Entwicklung und kommunale Regierung                                     | Anthony Albanese  | 3. Dezember 2007 – 24. Juni 2010     |          |  |
| Minister für Breitband, Kommunikation und Digitalwirtschaft                                                            | Stephen Conroy    | 3. Dezember 2007 – 24. Juni 2010     |          |  |
| Minister für Innovation, Industrie, Wissenschaft und Forschung                                                         | Kim Carr          | 3. Dezember 2007 – 24. Juni 2010     |          |  |
| Ministerin für Klimawandel und Wasser                                                                                  | Penny Wong        | 3. Dezember 2007 – 8. März 2010      |          |  |
| Ministerin für Klimawandel, Energieeffizienz und Wasser                                                                | Penny Wong        | 8. März 2010 – 24. Juni 2010         |          |  |
| Minister für Umwelt, Kulturerbe und Kultur                                                                             | Peter Garrett     | 3. Dezember 2007 – 8. März 2010      |          |  |
| Minister für Umweltschutz, Kulturerbe und Kultur                                                                       | Peter Garrett     | 8. März 2010 – 24. Juni 2010         |          |  |
| Generalstaatsanwalt | Robert McClelland | 3. Dezember 2007 – 24. Juni 2010     |          |  |
| Minister für Landwirtschaft, Fischerei und Forsten                                                                     | Tony Burke        | 3. Dezember 2007 – 24. Juni 2010     |          |  |
| Minister für Rohstoffe und Energie                                                                                     | Martin Ferguson   | 3. Dezember 2007 – 8. März 2010      |          |  |
| Minister für Tourismus                                                                                                 | Martin Ferguson   | 3. Dezember 2007 – 8. März 2010      |          |  |
| |                   |                                      |          |  |
| Juniorminister |                   |                                      |          |  |
| Ministerin für Jugend                                                                                                  | Kate Ellis        | 3. Dezember 2007 – 9. Juni 2009      |          |  |
| Ministerin für frühkindliche Erziehung, Kinderbetreuung und Jugend                                                     | Kate Ellis        | 9. Juni 2009 – 24. Juni 2010         |          |  |
| Minister für Erwerbsbeteiligung                                                                                        | Brendan O’Connor  | 3. Dezember 2007 – 9. Juni 2009      |          |  |
| Minister für Erwerbsbeteiligung                                                                                        | Mark Arbib        | 9. Juni 2009 – 24. Juni 2010         |          |  |
| Minister für Wettbewerbspolitik und Verbraucher                                                                        | Chris Bowen       | 3. Dezember 2007 – 9. Juni 2009      |          |  |
| Minister für Wettbewerbspolitik und Verbraucher                                                                        | Craig Emerson     | 9. Juni 2009 – 24. Juni 2010         |          |  |
| Minister für Pensionen und Gesellschaftsrecht                                                                          | Nick Sherry       | 3. Dezember 2007 – 9. Juni 2009      |          |  |
| Minister für Finanzdienstleistungen, Pensionen und Gesellschaftsrecht                                                  | Chris Bowen       | 9. Juni 2009 – 24. Juni 2010         |          |  |
| Minister für Bevölkerung                                                                                               | Tony Burke        | 14. April 2010 – 24. Juni 2010       |          |  |
| Minister für Veteranen                                                                                                 | Alan Griffin      | 3. Dezember 2007 – 24. Juni 2010     |          |  |
| Minister für Rüstungsforschung und -personal                                                                           | Warren Snowdon    | 3. Dezember 2007 – 9. Juni 2009      |          |  |
| Minister für Rüstungspersonal, -material und -forschung                                                                | Greg Combet       | 9. Juni 2009 – 1. April 2010         |          |  |
| Minister für Rüstungsmaterial und -forschung                                                                           | Greg Combet       | 1. April 2010 – 24. Juni 2010        |          |  |
| Minister für Rüstungspersonal                                                                                          | Alan Griffin      | 1. April 2010 – 24. Juni 2010        |          |  |
| Ministerin für Senioren                                                                                                | Justine Elliot    | 3. Dezember 2007 – 24. Juni 2010     |          |  |
| Ministerin für Sport                                                                                                   | Kate Ellis        | 3. Dezember 2007 – 24. Juni 2010     |          |  |
| Minister für Gesundheit der Ureinwohner, ländliche und regionale Gesundheit und Erbringung regionaler Dienstleistungen | Warren Snowdon    | 9. Juni 2009 – 24. Juni 2010         |          |  |
| Ministerin für Wohnraum                                                                                                | Tanya Plibersek   | 3. Dezember 2007 – 24. Juni 2010     |          |  |
| Ministerin für die Stellung der Frau                                                                                   | Tanya Plibersek   | 3. Dezember 2007 – 24. Juni 2010     |          |  |
| Minister für Kleinindustrie, Selbstständige und Dienstleister                                                          | Craig Emerson     | 3. Dezember 2007 – 24. Juni 2010     |          |  |
| Innenminister | Bob Debus         | 3. Dezember 2007 – 9. Juni 2009      |          |  |
| Innenminister | Brendan O’Connor  | 9. Juni 2009 – 24. Juni 2010         |          |  |
| |                   |                                      |          |  |
| Assistant Minister und parlamentarische Staatssekretäre                                                                |                   |                                      |          |  |
| Assistant Minister im Schatzministerium                                                                                | Chris Bowen       | 3. Dezember 2007 – 9. Juni 2009      |          |  |
| Assistant Minister im Schatzministerium                                                                                | Nick Sherry       | 9. Juni 2009 – 24. Juni 2010         |          |  |
| Assistant Minister für Finanzen und Deregulierung                                                                      | Craig Emerson     | 9. Juni 2009 – 24. Juni 2010         |          |  |
| Assistant Minister für den Klimawandel                                                                                 | Greg Combet       | 9. Juni 2009 – 8. März 2010          |          |  |
| Assistant Minister für Klimawandel und Energieeffizienz                                                                | Greg Combet       | 8. März 2010 – 24. Juni 2010         |          |  |
| Parlamentarischer Staatssekretär beim Premierminister                                                                  | Anthony Byrne     | 3. Dezember 2007 – 24. Juni 2010     |          |  |
| Parlamentarische Staatssekretärin für frühkindliche Erziehung und Kinderbetreuung                                      | Maxine McKew      | 3. Dezember 2007 – 9. Juni 2009      |          |  |
| Parlamentarischer Staatssekretär für Klimawandel                                                                       | Greg Combet       | 25. Februar 2009 – 9. Juni 2009      |          |  |
| Parlamentarischer Staatssekretär für Dienstleistungserbringung                                                         | Mark Arbib        | 25. Februar 2009 – 9. Juni 2009      |          |  |
| Parlamentarische Staatssekretärin für soziale Integration                                                              | Ursula Stephens   | 3. Dezember 2007 – 24. Juni 2010     |          |  |
| Parlamentarische Staatssekretärin für soziale Integration beim Premierminister                                         | Ursula Stephens   | 3. Dezember 2007 – 25. Februar 2009  |          |  |
| Parlamentarischer Staatssekretär für Arbeit                                                                            | Jason Clare       | 9. Juni 2009 – 24. Juni 2010         |          |  |
| Parlamentarischer Staatssekretär für multikulturelle Angelegenheiten und Ansiedlung                                    | Laurie Ferguson   | 3. Dezember 2007 – 24. Juni 2010     |          |  |
| Parlamentarischer Staatssekretär im Handelsministerium                                                                 | John Murphy       | 3. Dezember 2007 – 25. Februar 2009  |          |  |
| Parlamentarischer Staatssekretär im Handelsministerium                                                                 | Anthony Byrne     | 25. Februar 2009 – 24. Juni 2010     |          |  |
| Parlamentarischer Staatssekretär für die Pazifikinseln                                                                 | Duncan Kerr       | 3. Dezember 2007 – 24. Dezember 2010 |          |  |
| Parlamentarischer Staatssekretär für Unterstützung internationaler Entwicklung                                         | Bob McMullan      | 3. Dezember 2007 – 24. Juni 2010     |          |  |
| Parlamentarischer Staatssekretär für Rüstungsbeschaffung                                                               | Greg Combet       | 3. Dezember 2007 – 25. Februar 2009  |          |  |
| Parlamentarischer Staatssekretär im Verteidigungsministerium                                                           | Mike Kelly        | 3. Dezember 2007 – 6. Februar 2008   |          |  |
| Parlamentarischer Staatssekretär für Verteidigungsunterstützung                                                        | Mike Kelly        | 6. Februar 2008 – 24. Juni 2010      |          |  |
| Parlamentarischer Staatssekretär im Ministerium für Gesundheit und Senioren                                            | Jan McLucas       | 3. Dezember 2007 – 9. Juni 2009      |          |  |
| Parlamentarischer Staatssekretär für Gesundheit                                                                        | Mark Butler       | 9. Juni 2009 – 24. Juni 2010         |          |  |
| Parlamentarischer Staatssekretär für Behinderte und Kinder                                                             | Bill Shorten      | 3. Dezember 2007 – 24. Juni 2010     |          |  |
| Parlamentarischer Staatssekretär für den Wiederaufbau nach dem Buschfeuer in Victoria                                  | Bill Shorten      | 25. Februar 2009 – 24. Juni 2010     |          |  |
| Parlamentarische Staatssekretärin für Ehrenamtliche                                                                    | Ursula Stephens   | 9. Juni 2009 – 24. Juni 2010         |          |  |
| Parlamentarischer Staatssekretär für Regionalentwicklung und Nordaustralien                                            | Gary Gray         | 3. Dezember 2007 – 9. Juni 2009      |          |  |
| Parlamentarischer Staatssekretär für Nordaustralien und Westaustralien                                                 | Gary Gray         | 9. Juni 2009 – 24. Juni 2010         |          |  |
| Parlamentarische Staatssekretärin für Infrastruktur, Verkehr, regionale Entwicklung und kommunale Regierung            | Maxine McKew      | 9. Juni 2009 – 24. Juni 2010         |          |  |
| Parlamentarischer Staatssekretär für Innovation und Industrie                                                          | Richard Marles    | 9. Juni 2009 – 24. Juni 2010         |          |  |
| Parlamentarischer Staatssekretär für Wasser                                                                            | Mike Kelly        | 25. Februar 2009 – 24. Juni 2010     |          |  |